# Oriolus hosii
Oriolus hosii é uma espécie de ave da família Oriolidae.
É endémica da Malásia.
Os seus habitats naturais são: regiões subtropicais ou tropicais húmidas de alta altitude.
Está ameaçada por perda de habitat.